# هانری دروش
هانری دروش (به فرانسوی: Henri Desroche)
(۱۲ آوریل ۱۹۱۴- ۱ ژوئن ۱۹۹۴) جامعه‌شناس فرانسوی است. پژوهش‌های او عمدتاً در حوزه جامعه‌شناسی دین و جنبش‌ها و نظام‌های تعاونی است.

## آثار
- The American Shakers: From Neo-Christianity to Presocialism (1971)
- Jacob and the Angel: An Essay in Sociologies of Religion (1973) (Trans. of Sociologies religieuses [1968])
- The Sociology of Hope (1979)

## مطالعه بیشتر
- هانری دروش: جامعه‌شناسی در مواجهه با دین، سارا شریعتی، تهران: انتشارات کوچک، ۱۳۸۶